# Mahéru
Mahéru é uma comuna francesa na região administrativa da Normandia, no departamento Orne. Estende-se por uma área de 19,23 km². Em 2010 a comuna tinha 280 habitantes (densidade: 14,6 hab./km²).